# Tiszaszőlős
Tiszaszőlős är en ort i Ungern.   Den ligger i provinsen Jász-Nagykun-Szolnok, i den centrala delen av landet, 130 km öster om huvudstaden Budapest. Tiszaszőlős ligger 88 meter över havet och antalet invånare är 1 946.
Terrängen runt Tiszaszőlős är mycket platt. Runt Tiszaszőlős är det ganska tätbefolkat, med 60 invånare per kvadratkilometer. Närmaste större samhälle är Tiszafüred, 7,5 km nordost om Tiszaszőlős. Trakten runt Tiszaszőlős består till största delen av jordbruksmark.